# 2008年北京オリンピックのポルトガル選手団
2008年北京オリンピックのポルトガル選手団（2008ねんペキンオリンピックのポルトガルせんしゅだん）は、2008年8月8日から8月24日にかけて中国の北京を主として開催された2008年北京オリンピックのポルトガル選手団、およびその競技結果。

## 概要
今大会は金メダル1個、銀メダル1個、合計2個のメダルを獲得した。

## メダル
| メダル | 選手名                   | 競技           | 種目       |
| ------ | ------------------------ | -------------- | ---------- |
| 金     | ネルソン・エボラ         | 陸上           | 男子三段跳 |
| 銀     | バネッサ・フェルナンデス | トライアスロン | 女子       |